# 리틀펫샵
《리틀펫샵》(영어: Littlest Pet Shop 리틀리스트 펫 샵[*])은 해즈브로의 줄리 맥넬리 케이힐과 팀 케이힐이 개발한 TV 애니메이션이다.

## 줄거리
주인공인 블라이스 백스터(Blythe Baxter)는 고등학생 신분으로, 아버지와 함께 조용한 주택가에서 살고 있었다. 하지만 어느 날 아버지의 갑작스러운 승진 때문에 블라이스는 아버지를 따라 혼잡한 도시로 이사하게 된다. 블라이스의 새 아파트 밑에는 “리틀펫샵 (Littlest Pet Shop)”이라는 이름의 애완동물 가게가 있었다. 이후 집으로 돌아와 블라이스는 새 방의 환기를 하려던 중 우연히 “음식 나르는 엘리베이터”를 발견한다. 블라이스는 엘리베이터 통로를 통해 들려오는 음악 소리에 이끌려 엘리베이터에 탑승하지만, 실수로 엘리베이터 안에서 엘리베이터 줄을 놓아 버려 그대로 1층까지 떨어진다. 추락한 블라이스는 깨어나 보니 동물들이 말하는 소리를 들을 수 있었고, 그렇게 러셀과 페퍼, 밍카, 조이, 수닐, 비니, 페니를 만난다.
이후 우연히 리틀펫샵이 문을 닫는다는 소식을 들은 애완동물들은 유일하게 동물 말을 알아들을 수 있는 인간인 블라이스에게 도움을 구한다. 블라이스는 요청을 받아들이고 얼마 후 좋은 아이디어를 생각해낸다. 블라이스는 학교에서 돌아온 뒤 리틀펫샵의 주인인 톰블리 부인에게 가 자신이 디자인한 애완동물 옷으로 패션 쇼를 열자고 제안한다. 처음부터 블라이스와 악연을 쌓았던 비스킷 자매는 블라이스의 패션 쇼를 망치기 위해 수작을 부리지만, 블라이스는 애완동물들과 힘을 합쳐 방해를 막고, 쇼를 성사시킨다. 쇼 덕분에 인지도를 얻은 리틀펫샵은 손님이 매우 늘었고 톰블리 부인은 그 손님들을 감당하기 위해 블라이스에게 가끔 도와줄 것을 부탁한다. 이렇게 블라이스의 “새로운 모험”은 본격적으로 시작된다.

## 등장인물

### 동물
- 조이 트렌트(Zoe Trent)(카발리에 킹 찰스 스파니엘)(성우: 니콜 올리버/이용신)

색상:      보라색
- 비니 테리오(Vinnie Terrio)(도마뱀붙이)(성우: 카일 라이드 아웃/강호철)

색상:      연두색
- 페니 링(Penny Ling)(판다)(성우: 조슬린 로웬/김새해)

색상:          하얀색과 남색
- 밍카 마크(Minka Mark)(거미원숭이)(성우: 키라 토저/류점희)

색상:      분홍색
- 페퍼 클라크(Pepper Clark)(스컹크)(성우: 태바스 세인트저메인/정유미)

색상:      회색
- 수닐 네블라(Sunill Nevla)(줄무니몽구스)(성우: 피터 뉴/현경수)

색상:      청록색
- 러셀 퍼거슨(Russell Ferguson)(고슴도치)(성우: 새뮤얼 빈센트/신용우)

색상:      주황색
- 버터크림 선데이(Buttercream Sunday)(토끼)(성우: 캐시 웨슬럭/김현지)

색상:          노란색과 갈색

### 사람
- 블라이스 백스터 (Blythe Baxter)(성우: 애슐리 볼/김영은)
- 로저 백스터(Roger Baxter)(성우: 고든 맥스/권성혁)
- 애나 톰블리(Anna Twombly)(성우: 캐슬린 바/김효선)
- 제스퍼 존스(Jasper Johns)(성우: 캐슬린 바/김명준)
- 수 페터슨(Sue Patterson)(성우: 키라 토저/방연지)
- 송영미(성우: 섀넌 챈켄트/김채하)
- 휘트니 비스킷&브리트니 비스킷(Whitney&Brittany Biskit)(성우: 섀넌 챈켄트/여윤미)

## 같이 보기
- 마이 리틀 포니: 우정은 마법
- 요괴워치